# Prix Iris de la meilleure direction artistique
Le prix Iris de la meilleure direction artistique est une récompense cinématographique québécoise décernée chaque année depuis 1999 lors du Gala Québec Cinéma. Ce prix récompense le meilleur directeur artistique (ou le meilleur décor pour un long-métrage) qui est responsable de l’aspect visuel, esthétique et artistique d’un film.

## Palmarès
Source : Québec Cinéma

### Distribué sous le nom de prix Jutra du meilleur décor
- 1999 : Le Violon rouge – François Séguin et Renée April
  - C't'à ton tour, Laura Cadieux – Stéphane Roy, Daniel Hamelin et Helen Rainbird
  - Kayla – Stéphane Roy et Nicoletta Massone
  - Nô – Monique Dion, C. Jacques et Jean Le Bourdais

- 2000 : Emporte-moi – Serge Bureau et Michèle Hamel
  - Laura Cadieux... la suite – Raymond Dupuis et Suzanne Hamel
  - Pin-Pon, le film – Michel Marsolais et Hélène Schneider
  - Grey Owl – Claude Paré et Renée April

### Distribué sous le nom de prix Jutra de la meilleure direction artistique
- 2014 :
  - Upside Down – Isabelle Guay, Jean-Pierre Paquet et Réal Proulx

### Distribué sous le nom de prix Iris de la meilleure direction artistique

#### Années 2020
- 2023 : Viking – André-Line Beauparlant
  - Babysitter – Colombe Raby
  - Les Chambres rouges – Laura Nhem
  - Le Plongeur – Mathieu Lemay
  - Bungalow – Sylvie Desmarais